# Les Revenants solitaires
Pour plus de détails, voir Fiche technique et Distribution.
Les Revenants solitaires (Lonesome Ghosts) est un dessin animé de Mickey Mouse produit par Walt Disney pour RKO Radio Pictures et sorti le 24 décembre 1937.
Ce film est l'un des grands classiques du trio Mickey-Donald-Dingo.

## Synopsis
Mickey, Donald et Dingo sont des chasseurs de fantômes et doivent faire partir quatre spectres d'une maison. Tout commence lorsque quatre fantômes, hantant une maison désertée par ses habitants, s'ennuient à mourir et décident d'appeler l'agence d'éradication de fantômes des trois compères. Ils arrivent dans la demeure avec un équipement basique (fusil de chasse, filet à papillons, etc.). Ils décident alors de se séparer. Pièges, gags et situations des plus cocasses les attendent.

## Fiche technique
- Titre original : Lonesome Ghosts
- Autres Titres[1] :
  - France : Les Revenants solitaires, Les Chasseurs de fantômes
- Série : Mickey Mouse
- Réalisateur : Burt Gillett
- Animateur : Art Babbitt, Dick Huemer, Milt Kahl, Ed Love
- Voix : Pinto Colvig (Dingo), Walt Disney (Mickey), Clarence Nash (Donald)
- Producteur : Walt Disney, John Sutherland
- Producteur : Walt Disney Productions
- Distributeur : RKO Radio Pictures
- Date de sortie : 24 décembre 1937[2]
- Format d'image : Couleur (Technicolor)
- Musique : Albert Hay Malotte
- Son : Mono
- Durée : 9 min
- Langue : (en)
- Pays de production :  États-Unis

## Voix françaises

### 1erdoublage (exploité dansMickey Jubilé, 1978)
- Roger Carel : Mickey Mouse
- Clarence Nash: Donald Duck
- Georges Atlas : Dingo
- Gérard Hernandez : Un fantôme #1
- Alain Dorval : Un fantôme #2
- Philippe Dumat : Un fantôme #3

### 2edoublage (1991)
- Jean-Paul Audrain : Mickey Mouse
- Sylvain Caruso : Donald Duck
- Gérard Rinaldi : Dingo
- Michel Vocoret : Un fantôme #3
- Gérard Hernandez : Un fantôme #4

### 3edoublage (exploité dansMickey, le club des méchants, 2002)
- Laurent Pasquier : Mickey Mouse
- Sylvain Caruso : Donald Duck
- Gérard Rinaldi : Dingo
- Philippe Catoire : Un fantôme #1 / Un fantôme #3
- Emmanuel Curtil : Un fantôme #2

## Commentaires
Le thème de la maison hantée avait déjà été abordée en 1929 dans The Haunted House. Mickey était alors seul et perdu, avant d'entrer dans une demeure de fantôme. Ici, il est un peu plus en position de force.
Ce film marque le premier usage de la "peinture transparente", un effet spécial utilisé ici pour les fantômes, inventé par le département animation de Disney.
Sean Griffin s'interroge sur le fait qu'une fois de plus plusieurs personnages masculins partagent leur vie et leur travail sans présence féminine, dans son étude sur l'homosexualité chez Disney. Le trio est dans une situation similaire dans Les Joyeux Mécaniciens (1935), Le Déménagement de Mickey (1936), Nettoyeurs de pendules (1937), La Remorque de Mickey (1938) et la séquence Mickey et le Haricot magique de Coquin de printemps (1947).
En 1985, une vidéocassette japonaise intitulée Bakemono no hanashi (Histoires qui font peur) contenant la séquence La Légende de la Vallée endormie du film Le Crapaud et le Maître d'école (1949), Les Revenants solitaires (1937), Donald et le Gorille (1944), Donald et la Sorcière (1952) et des extraits de La Danse macabre (1929) comme interludes, a été édité afin de promouvoir l'attraction Cinderella Castle Mystery Tour de Tokyo Disneyland.